# Distretto di Thung Wa
Il distretto di Thung Wa (in thailandese: ทุ่งหว้า) è un distretto (amphoe) della Thailandia, situato nella provincia di Satun.